# Otto S. Grewe
Otto S. Grewe (* 21. Dezember 1917 in Klein-Berkel bei Hameln; † 14. Dezember 1965 in Celle, eigentlich Otto Schepelmann-Grewe) war ein deutsch-österreichischer surrealistischer Maler und Erfinder der Collage-Technik Miroitage.

## Leben
Otto Schepelmann, geboren am 21. Dezember 1917 in Klein-Berkel bei Hameln und aufgewachsen in Norddeutschland, studierte an der Akademie der bildenden Künste Wien unter Carl Fahringer. Nach Kriegsdienst und Gefangenschaft wurde er von Albert Paris Gütersloh in die Wiener Secession eingeführt, deren Mitglied er 1949–1960 war. 1955 trat er der „Gesellschaft der Bildenden Kunst Wien, Künstlerhaus“ bei. Neben der Tätigkeit als freischaffender Künstler arbeitete er auch als Illustrator, Werbegrafiker, Innenarchitekt und Ausstellungsgestalter.
1959 nahm Otto Schepelmann anlässlich einer Adoption den Künstlernamen Otto S. Grewe an. Ab diesem Jahr signierte er seine Werke mit „Grewe“, davor mit den Buchstaben „Sch“. Otto S. Grewe war mit der Bühnenbildnerin und Schriftgestalterin Erika Rieder (1919–1995) verheiratet und Vater eines Sohnes (Wolfgang, 1947–2014). Er verstarb am 14. Dezember 1965 im Alter von 49 Jahren nach kurzer, schwerer Krankheit.

## Künstlerisches Werk
Bis in die frühen Sechzigerjahre schuf Grewe vor allem Zeichnungen und figürliche pastose Ölbilder. Illustrationen und Karikaturen erschienen in Büchern sowie in der kurzzeitig erscheinenden satirischen Zeitschrift Der Basilisk, für die u. a. auch Vera Ferra und Helmut Qualtinger tätig waren.
Anfang der Sechzigerjahre experimentierte Grewe mit Abklatschtechniken und erfand im Februar 1962 die sogenannte Miroitage (von franz. miroir, Spiegel). Diese Collagetechnik, mittels derer durch Papierspaltung Teile bedruckten Papiers mit Hilfe eines Lösungsmittels auf den Malgrund transferiert werden, konnte bis heute nur teilweise rekonstruiert werden. In den drei verbliebenen Jahren bis zu seinem Tod entstanden hauptsächlich Werke in der neuen Technik, die rasch die Aufmerksamkeit der Kritik erregten und zu künstlerischer wie auch kommerzieller Anerkennung führten. Die Krankheit und der frühe Tod des Künstlers beendeten diese Erfolge jäh und ließen sein Werk über Jahre in Vergessenheit geraten.

„Es war Grewe vergönnt, seinen Stil als das ihm adäquate Ausdrucksmittel zu finden, aber leider verwehrt, die Reife der Ernte zu genießen.“

### Stil und Deutung
Inhaltlich sind die Bilder, insbesondere die Miroitagen, sehr komplex und dicht. Ausschnitte aus alten und zeitgenössischen Zeitungen, von Faksimiles oder Briefen werden collageartig zu symbolhaften, surrealistischen Landschaften oder Szenen kombiniert.

„Es entsteht eine ganz eigene, phantastische, gespiegelte Welt der Visionen, ein Land hinter dem Spiegel, eine verzerrte, teils immaterielle Scheinwelt, die doch beinahe so zahlreiche Möglichkeiten, Assoziationen und Wirrnisse wie unser Leben enthält. Zugleich wecken die zusammengesetzten Zeitungsausschnitte Assoziationen an Dada und an Kurt Schwitters’ Merz-Collagen.“

Ein häufig wiederkehrendes Motiv ist das Einhorn.

„Das Einhorn (ist) eine Leitfigur, die sein ganzes Schaffen in zahlreichen Varianten durchzog. Es deutet sein Wissen um das Rätselhafte und Unerforschte, das Geheimnisvolle und auch Paradoxe in der Weit, die alles zu erreichen und zu beweisen glaubt.“

### Werke (Auswahl)
- 1952: Drei Griechen, Öl, Österreichisches Bundesministerium für Unterricht
- 1955: Kronentauben, Öl, Artothek des Bundes im 21er Haus, Wien
- 1955: Badende Spatzen, Öl, Artothek des Bundes im 21er Haus, Wien
- 1956: St. Stephan am Abend, Öl, Artothek des Bundes im 21er Haus, Wien
- 1957: Wäsche, Mischtechnik, Sammlung der Kulturabteilung der Stadt Wien (MUSA)
- 1959: Bassena, Öl, Österreichisches Bundesministerium für Unterricht
- 1962: Die Versuchung des Vaters der Anachoreten Antonius Magnus, Miroitage und Öl, Privatbesitz
- 1962: Uhrstand am Meer, Miroitage und Öl, Sammlung der Kulturabteilung der Stadt Wien (MUSA)
- 1964: Où sont les hommes, Miroitage, Österreichische Galerie Belvedere, Wien[6]
- 1964: Auge und Ei, Miroitage, Lentos, Linz
- 1965: Er, Miroitage, Österreichische Galerie Belvedere, Wien
- 1965: Es ist erreicht, Miroitage, Phantastenmuseum, Wien

## Ausstellungen und Preise

### Ausstellungen
- 1942 Teilnahme an der Jubiläumsausstellung der Wiener Akademie der bildenden Künste
- 1944 Teilnahme an der Kriegsteilnehmer-Ausstellung der Wiener Akademie der bildenden Künste
- 1949–1953 regelmäßige Teilnahme an den Ausstellungen der Wiener Secession („Neue junge Kunst“, Wiener Festwochen)
- 1954 Teilnahme an der Weihnachtsausstellung Galerie St. Etienne, New York
- 1956–1965 regelmäßige Teilnahme an den Ausstellungen des Wiener Künstlerhauses (Wiener Festwochen, Herbstausstellung, Schaufenster)[7]
- 1962 Einzelausstellung Galerie Peithner-Lichtenfels, Wien
- 1963 Galerie Hans E. Frey, Basel; Galerie Del Parnaso, Mailand
- 1964 Einzelausstellung Miroitagen, Galerie Peithner-Lichtenfels, Wien
- 1965 Teilnahme an der DADA-Ausstellung in der Neuen Galerie der Stadt Linz
- 1967 Gedächtnisausstellung Wiener Künstlerhaus
- 2013 Einzelausstellung Galerie Bassenge & Galerie Klaus Spermann, Berlin
- 2014 Galerie Rotes Antiquariat, Wien

### Preise
- 1943 und 1944 Förderungspreise des Wiener Künstlerhauses
- 1962 Albin-Egger-Lienz-Preis des Wiener Künstlerhauses

Quelle: wladimir-aichelburg.at

## Literarisches Werk
Otto S. Grewe war zeit seines Lebens publizistisch tätig und pflegte Briefwechsel mit Max Rychner, dem Dostojewski-Übersetzer Arnold Wasserbauer und Gustav René Hocke. Er verfasste Essays für den Rundfunk und Gedichte für die Wochenzeitung Die Furche. Mehrere Romane und Bühnenstücke im expressionistisch-symbolistischen Stil blieben unveröffentlicht.